# Philipp Fürst
Philipp Fürst (Ludwigshafen-Oppau, 8 novembre 1936 – 6 novembre 2014) è stato un ginnasta tedesco.

## Palmarès

### Olimpiadi
- 1 medaglia:
  - 1 bronzo (Tokyo 1964 a squadre)